# Империй
Импе́рий (лат. imperium, от лат. глагола imperare — командовать) в Древнем Риме — публично-правовое понятие, характеризующее высшую исполнительную власть в римской общине. Империй применялся в военной сфере (militiae) и гражданской (domi). Тот, кому давался империй, мог действовать от имени государства во всех областях общественной жизни.
У римлян высшая государственная власть принадлежала народу, проявлявшему эту власть на выборах, в законодательстве, верховном суде, решении вопросов войны и мира (см. Комиции). Отражением этой власти является империй как высшее полномочие магистратов: сначала царей, потом, в республиканское время, некоторых так называемых высших магистратов (magistratus maiores). Из ординарных магистратов империй давался консулам и преторам, низшие магистраты (эдилы и квесторы) империя не имели. Цензоры, хотя и являлись высшими магистратами (магистратура цензора была почётней даже консульской и считалась венцом политической карьеры), однако империя также не имели. Из экстраординарных магистратов несомненно признается наличие империя у диктаторов optima lege и децемвиров для записи законов (дискуссионно его наличие у диктаторов immunito iure, консулярных трибунов, магистров конницы, интеррексов — но, по всей видимости, и они были магистратами с империем).
Согласно наиболее распространенным в современной науке взглядам, империй был неделимым, а объём полномочий, заложенных в нём, всегда был неизменным. Однако у него могли быть разные сферы применения (военная и/или гражданская), разные условия и публично-правовые механизмы реализации. От этих механизмов зависело, насколько полно магистрат может применять свой империй. Среди таких механизмов ограничения империя (в некоторых ситуациях перестающие действовать для возможности максимально широкого применения власти) можно назвать:
- право провокации к народу;
- коллегиальная интерцессия;
- интерцессия со стороны плебейских трибунов;
- право апелляции к другому магистрату;
- иерархия магистратов с империем;
- выделение сферы действия империя (provincia).

Империй давался народом после выборов особым законом в куриатных комициях (lex curiata de imperio). Он давал полномочия магистрату: 1) военные, вместе с правом жизни и смерти по отношению к подчинённым, но лишь за пределами померия; 2) гражданские: право юрисдикции, наложения наказаний (штрафов, заключения в тюрьму, телесного наказания).
Особенно важное значение имели наместники провинций, их империй распространялся лишь на ту область, в которую наместник получал назначение, и первоначально ограничивался одним годом, но трехлетний империй Помпея (по закону Габиния от 67 г. до н. э.) создал прецедент более длительного срока, проложив путь к созданию империи, поскольку римский император был, в сущности, магистратом с пожизненным и распространявшимся на всю территорию государства империем. (Собственно от слова «империй» и произошло слово «империя» — территория, на которую распространяется действие империя.)
В виде исключения народ мог облекать империем и лиц, не занимавших магистратских должностей, например, по закону, проведённому Рубрием в 43 году, часть верховных прав была дарована муниципальным властям в Галлии. В теории империй народа продолжал существовать ещё какое-то время после падения республики, но и он вместе с прочими республиканскими властями всецело перешёл к императорам (см. Принципат).
Впоследствии, когда прежний республиканский характер императорской власти исчез, империй (именно summum imperium) стал даваться императору сразу по вступлении на престол, одним законом (так называемый lex de imperio), предоставлявшим не только верховный военный империй пожизненно и на всю территорию Римского государства, но также многие другие значительные полномочия. Некоторые из них уже в последнем веке республики были соединены с чрезвычайным империем, дававшимся некоторым полководцам — Сулле, Цезарю, Помпею и другим.